# مبكابة
المِبكابة هي غطاء رأس دائري، مجمع أو مطوي من القماش (عادةً من الكتان ) يتكون من غطاء لتغطية الشعر، وحافة مكشكشة أو مجعدة، و(غالبًا) شريط ، ارتدته النساء المتزوجات في القرن الثامن عشر وأوائل القرن التاسع عشر.